# Монашки в бегах
«Мона́шки в бегах» — английский комедийный художественный фильм 1990 года. Режиссёр фильма и сценарист — Джонатан Линн. Главные роли исполнили Эрик Айдл и Робби Колтрейн. Музыка в фильме написана и исполнена группой «Yello».
Премьера фильма состоялась 16 марта 1990 года в США. 

## Сюжет
Два жулика — Брайан Хоуп и Чарли МакМанус работают на своего шефа Кэйси. Не желая мириться с новыми порядками в преступной организации, главные герои решают отойти от дел и мгновенно обогатиться, создают план ограбления собственного шефа в момент ограбления их организацией китайских наркоторговцев. План удался, и имея в руках огромную сумму денег, при попытке скрыться от преследования герои оказываются в женском монастыре, где им приходится нарядиться в монахинь.
А в это время их действительно ищут и английские, и китайские гангстеры в надежде вернуть свои деньги. Брайан Хоуп и Чарли МакМанус же живут спокойной жизнью в обществе монахинь, которые проявляют определённый интерес к новичкам.

## В ролях
- Эрик Айдл — Брайан Хоуп
- Робби Колтрейн — Чарли МакМанус
- Камилла Кодури — Фейт
- Джанет Сазман — Главная сестра
- Дорис Хэйр — Сестра Мэри «Священное Сердце»
- Лайла Кэй — Сестра Мэри «Возвещение»
- Роберт Пэттерсон — Кэйси «Случай»

## Производство
Съемки проходили в монастыре Святого Михаила и Всех Ангелов в районе Чизик, Большой Лондон. Внутренние интерьеры были сняты в частной школе Королевской Масонской школе для мальчиков, Хартфордшир.

## Критика
Фильм получил смешанные оценки критиков и был раскритикован в США за отсутствие глубины сюжета, использования монахинь в качестве юмора. На агрегаторе-оценок Rotten Tomatoes фильм имеет 42 процента «свежести» на основе 26 рецензий критиков.
Критик Роджер Эберт задался вопросом «Почему в кинематографе считают образ монахинь забавным?». Джин Сискел высмеял рекламную кампанию телеканала Fox, вследствие чего ему было отказано в присутствии на предпоказах будущих проектов компании, однако спустя три дня после давления Ассоциация кинокритиков Чикаго (членом которой являлся Сискел) запрет был снят. Майкл Уилмингтон из Los Angeles Times отметил что фильм «относится к непристойному виду дрэг-комедий, но только из-за его кастинга». 
Винсент Кэнби в рецензии для The New York Times написал что «Монашки в бегах — отличный возрастной уравнитель, который заставляет зрителей чувствовать себя восьмилетними, возрасте когда подушка-пердушка кажется величайшим изобретением». Критик Оуэн Глейберман (Entertainment Weekly) отметил что фильм «Остросюжетная комедия о двух мошенниках в бегах, в которой есть немало смешных моментов».

## Кассовые сборы
В США фильм был выпущен ограниченным прокатом, имея успех — заработал $658 835 долларов в 76 кинотеатрах. По данным Box Office Mojo кассовые сборы фильма составили 10 959 015 долларов.

## Комментарии
1. ↑  Дрэг-комедий, термин означающий фильмы в которых мужчины переодеваются в женщин и создают их утрированный образ